# جمول
جمول (بالإنجليزية: Jmol)‏ هو برنامج مفتوح المصدر تم تطويره بلغة الجافا ويستخدم لعرض البنى الكيميائية بشكل ثلاثي الأبعاد.

## وصلات خارجية
- جمول على موقع Open Hub (الإنجليزية)
- جمول على موقع Free Software Directory (الإنجليزية)
- الموقع الرسمي